# Championnats d'Amérique du Nord de patinage artistique 1951
Navigation
Édition précédente Édition suivante
Les 14e championnats d'Amérique du Nord de patinage artistique ont lieu les 23 et 24 mars 1951 au Glencoe Club de Calgary dans la province de l'Alberta au Canada.
Quatre épreuves y sont organisées: messieurs, dames, couples artistiques et danse sur glace.
Dick Button remporte son troisième et dernier titre consécutif chez les Messieurs.

## Podiums
| Épreuves                            | Or                            | Argent                             | Bronze                         |
| ----------------------------------- | ----------------------------- | ---------------------------------- | ------------------------------ |
| Messieurs résultats détaillés       | Dick Button                   | James Grogan                       | Hayes Alan Jenkins             |
| Dames résultats détaillés           | Sonya Klopfer                 | Suzanne Morrow                     | Tenley Albright                |
| Couples résultats détaillés         | Karol Kennedy / Peter Kennedy | Janet Gerhauser / John Nightingale | Jane Kirby / Donald Tobin      |
| Danse sur glace résultats détaillés | Carmel Bodel / Edward Bodel   | Carol Ann Peters / Daniel Ryan     | Pierette Paquin / Donald Tobin |

## Tableau des médailles
| Rang  | Nation     | Or | Argent | Bronze | Total |
| ----- | ---------- | -- | ------ | ------ | ----- |
| 1     | États-Unis | 4  | 3      | 2      | 9     |
| 2     | Canada     | 0  | 1      | 2      | 3     |
| Total | Total      | 4  | 4      | 4      | 12    |

## Détails des compétitions

### Messieurs
| Rang | Nom                | Pays       |
| ---- | ------------------ | ---------- |
| 1    | Dick Button        | États-Unis |
| 2    | James Grogan       | États-Unis |
| 3    | Hayes Alan Jenkins | États-Unis |
| 4    | Peter Firstbrook   | Canada     |
| 5    | Don Laws           | États-Unis |
| 6    | Donald Tobin       | Canada     |
| 7    | William Lewis      | Canada     |
| 8    | Roger Wickson      | Canada     |

### Dames
| Rang    | Nom                  | Pays       |
| ------- | -------------------- | ---------- |
| 1       | Sonya Klopfer        | États-Unis |
| 2       | Suzanne Morrow       | Canada     |
| 3       | Tenley Albright      | États-Unis |
| 4       | Ginny Baxter         | États-Unis |
| 5       | Vera Smith           | Canada     |
| 6       | Garbara Gratton      | Canada     |
| 7       | Jane Kirby           | Canada     |
| 8       | Margaret Anne Graham | États-Unis |
| Forfait | Virginia Baxter      | États-Unis |

### Couples
| Rang | Nom                                | Pays       |
| ---- | ---------------------------------- | ---------- |
| 1    | Karol Kennedy / Peter Kennedy      | États-Unis |
| 2    | Janet Gerhauser / John Nightingale | États-Unis |
| 3    | Jane Kirby / Donald Tobin          | Canada     |
| 4    | Frances Dafoe / Norris Bowden      | Canada     |

### Danse sur glace
| Rang    | Nom                             | Pays       |
| ------- | ------------------------------- | ---------- |
| 1       | Carmel Bodel / Edward Bodel     | États-Unis |
| 2       | Carol Ann Peters / Daniel Ryan  | États-Unis |
| 3       | Pierette Paquin / Donald Tobin  | Canada     |
| 4       | Frances Dafoe / Norris Bowden   | Canada     |
| 5       | Mary Diane Trimble / David Ross | Canada     |
| Forfait | Virginia Hoyns / Donald Jacoby  | États-Unis |